# راجر واترز: دیوار
راجر واترز: دیوار یک کنسرت فیلم بریتانیایی است که توسط راجر واترز ساخته شده‌است. کارگردانی آن بر عهده واترز و سین ایوانز است و در تور واترز اجرا و تصویربرداری می‌شد. این فیلم در نمایشگاه اختصاصی جشنواره بین‌المللی فیلم تورنتوی ۲۰۱۴ عرضه شد. در نخستین روز نمایشگاه، کارگردانان فیلم، راجر واترز و سین ایوانز حضور داشتند و از تمام کسانی که در آن شب در مراسم حضور داشتند قدردانی کردند. طراحی و اجرای کنسرت از کنسرت اصلی همان آلبوم با همان نام است که پس از انتشار آلبوم دیوار در ۱۹۷۹، برگزار شد.

## پخش تصاویر قربانیان ترور و جنگ
در اوایل کنسرت و همچنین تیتراژ آخر فیلم تصویر، نام، سال تولد و سال مرگ افراد مختلفی که در جنگ و یا در اعتراضات به حکومت‌های دیکتاتوری و یا موارد مشابه کشته شده‌اند از جمله ندا آقا سلطان ، ترانه موسوی، کاوه گلستان و همچنین محمد ابراهیم همت دیده می‌شود.